# Asticta craccae
Asticta craccae är en fjärilsart som beskrevs av Ignaz Schiffermüller 1776. Asticta craccae ingår i släktet Asticta och familjen nattflyn. Inga underarter finns listade i Catalogue of Life.